# یاشوا برنت
یاشوا بنیامین برنت (هلندی: Joshua Benjamin Brenet؛ زادهٔ ۲۰ مارس ۱۹۹۴) بازیکن فوتبال اهل هلند است.

## باشگاهی
از باشگاه‌هایی که در آن بازی کرده‌است می‌توان به پی‌اس‌وی آیندهوون و هوفنهایم اشاره کرد.

## تیم ملی
وی همچنین در تیم ملی فوتبال هلند بازی کرده‌است.